# كارل كيلباتريك
كارل كيلباتريك (بالإنجليزية: Carl Kilpatrick)‏ مواليد 16 مايو 1956 في باستروب، هو لاعب كرة سلة أمريكي سابق. تم اختياره من قبل فريق يوتا جاز خلال الدرافت. حمل الرقم 51. يبلغ طوله 6 قدم 10 بوصة (2.1 م). لعب مع يوتا جاز ونادي تامبيرين بيرينتو لكرة السلة.

## روابط خارجية
- كارل كيلباتريك على موقع إن بي أي (الإنجليزية)
- كارل كيلباتريك على موقع سبورتس رفرنس (الإنجليزية)
- كارل كيلباتريك على موقع كلية كرة السلة في سبورتس رفرنس.كوم (الإنجليزية)
- كارل كيلباتريك على موقع ريلجم (الإنجليزية)
- كارل كيلباتريك على موقع بروبوليرز (الإنجليزية)